# Idioma tamashek
El tamashek o tamasheq es un idioma de la familia bereber, la principal de las lenguas tuareg, hablada por los imuhagh (tuareg), un pueblo nómada que habita el Sáhara del sur de Argelia y el Sáhel occidental. Se estima que tiene aproximadamente un millón de hablantes.
Tradicionalmente, se clasifica como una rama bereber netamente distinta a las variantes habladas en Marruecos y el norte de Argelia; sin embargo, algunos testimonios sugieren que un tuareg proveniente de zonas cercanas al Níger, y un bereber marroquí pueden comunicarse utilizando cada uno su lengua nativa.
El tamasheq se habla en el sur de Argelia —donde la población de Tamanrasset, en los montes Ahaggar, agrupa a un importante número de hablantes— hasta el Tibesti en el norte de Níger, partes de Mali  y el norte de Burkina Faso. También el habla de Ghadamés, entre Túnez y Libia, puede ser considerado también como amasheq, aunque otros lo clasifican como lengua amazig.
De este modo, en la actualidad el tamasheq es una variedad de las lenguas tuaregs principalmente hablada en el área aledaña a la ciudad de Timbuktu. Posee dos dialectos divergentes: el de Timbuktu (Tombouctou, también denominado Tanaslamt) y el llamado Tadghaq (típico de la zona de Kidal) en Mali.
El dialecto tamasheq hablado en el noreste de  Burkina Faso es similar.
El nombre  tamasheq en algunas ocasiones es aplicado algo erróneamente a todas las  lenguas tuareg en general porque es actualmente el principal representante de las mismas.
En 2015 el tamasheq no es idioma oficial en los países donde se habla; la lucha por los derechos culturales y sociales de los tuaregs les ha generado problemas con varios gobiernos. El tamasheq es el único idioma bereber que ha conservado su propia escritura, el tifinagh, utilizado tradicionalmente para juegos y otras expresiones culturales, y en las últimas décadas reconvertida en base para el sistema de grafía de todas las lenguas bereberes.

## Clasificación
Esquema clasificatorio lingüístico del tamashek o tamasheq :
- lenguas afroasiáticas
  - lenguas bereberes
    - lenguas tamasheq
      - idioma tamasheq